# Bathina Philipson
Bathina Busyna Philipson, född El Soudi den 10 september 1978, är en palestinsk-svensk TV-personlighet, podcastare och tidigare väderpresentatör som bland annat har arbetat på TV3.

## Biografi
Bathina Philipsons palestinska familj flydde från Syrien till Sverige och hon växte upp i Uppsala i en familj med åtta syskon. Hon har arbetat som väderpresentatör och rosförsäljare på krogar.
Under en period bodde hon i en villa i Älta.
År 2016 var hon bisittare till Robert Aschberg i den direktsända talkshowen Aschberg direkt på TV3.
Sedan 2017 driver Philipson podcasten Bathina - en podcast i vilken hon intervjuar kända personer med invandrarbakgrund. Bland de medverkande märks Alexandra Pascalidou, Dominika Peczynski och Eric Saade.

### Familj
Philipson är sedan 2004 gift med Aje Philipson (född 1943), son till Märta Philipson och Gunnar V. Philipson. Paret har två söner och en dotter. I november 2022 ansökte paret Philipson gemensamt om skilsmässa i Stockholms tingsrätt.
Bathina Philipsons liv har skildrats i realityserien Bathinas skilda världar på Sveriges Television.

## TV
- 2014 – Skavlan
- 2015 – Bathinas skilda världar
- 2016 – Aschberg direkt
- 2017 – Det stora fågeläventyret[7]
- 2018 – Tror du jag ljuger?
- 2020 – Let's Dance
- 2024 - Hela kändissverige bakar
- 2025 – Sveriges dummaste